# Коконопряд молочайный
Коконопряд молочайный (лат. Malacosoma castrensis) — вид, относящийся к роду малакосома из семейства коконопрядов.

## Описание
Размах крыльев у особей мужского пола — 30—32 мм, женского — 40 мм. Лёт в июне-августе в зависимости от местоположения. Гусеницы преимущественно обитают на молочае, кипарисовом молочае, васильке, полыни, вереске, лядвенце и других травянистых растениях, реже на лиственных молодых деревьях и кустарниках.

## География
Европа (кроме севера), Сибирь на восток до Забайкалья; Кавказ, Средняя Азия.

## Подвиды
- Malacosoma castrense castrense
- Malacosoma castrense kirghisicum (Staudinger, 1879) (Малая Азия, Казахстан, Туркменистан, Узбекистан)
- Malacosoma castrense thomalae Gaede, 1932 (Тянь-Шань)
- Malacosoma castrense krymea Sheljuzhko, 1943

## Галерея

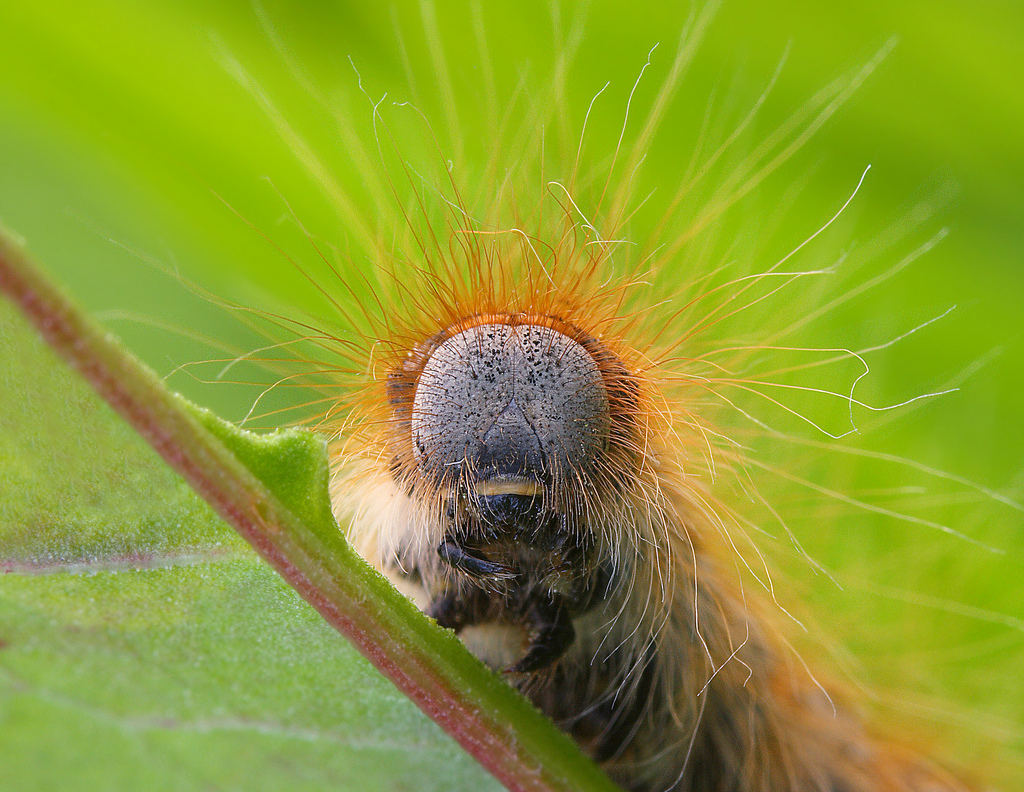
Голова гусеницы коконопряда молочайного (Литва)
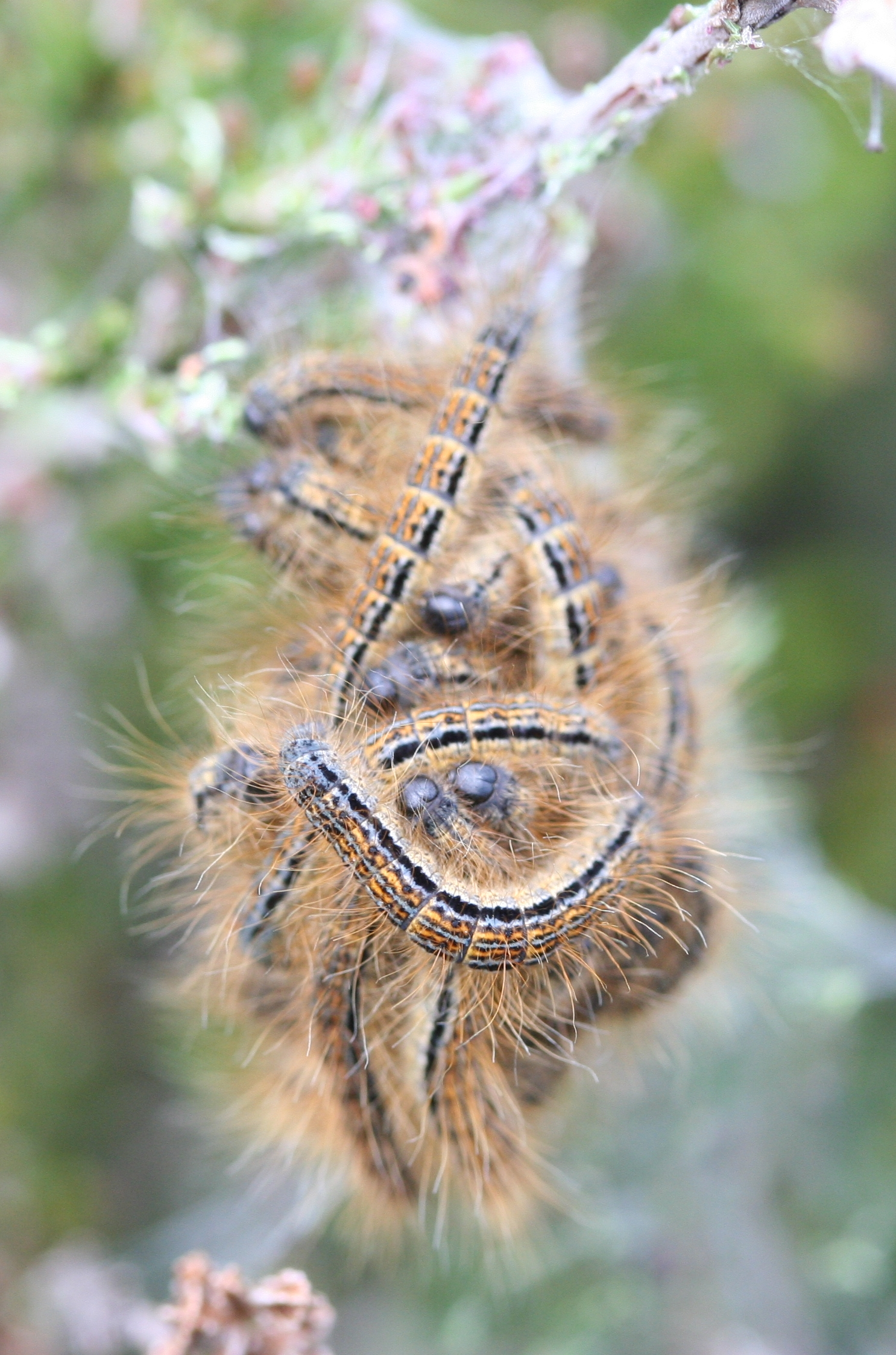
Выводок гусениц коконопряда молочайного (Голландия)
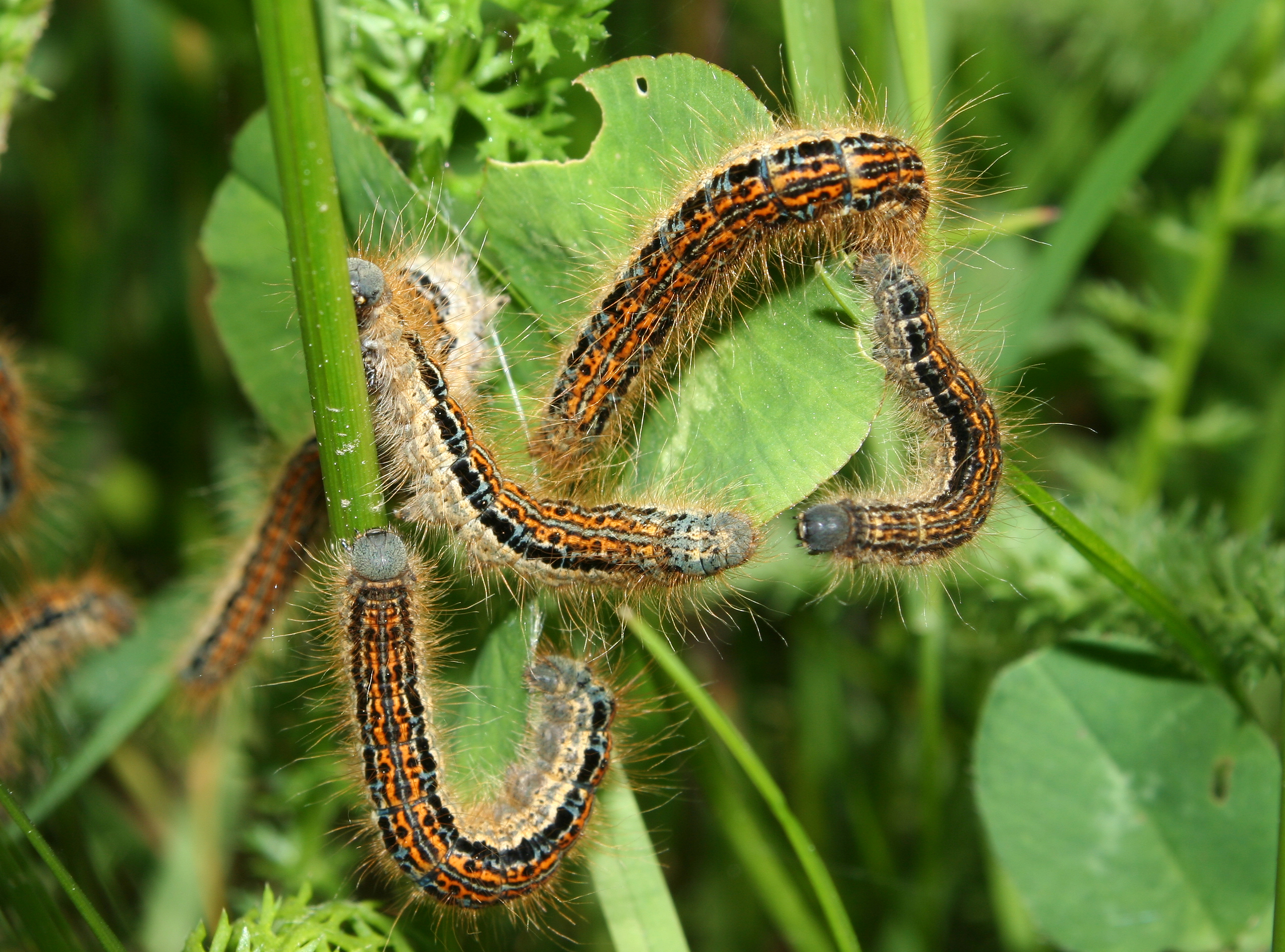
Питающиеся гусеницы (Южная Германия)
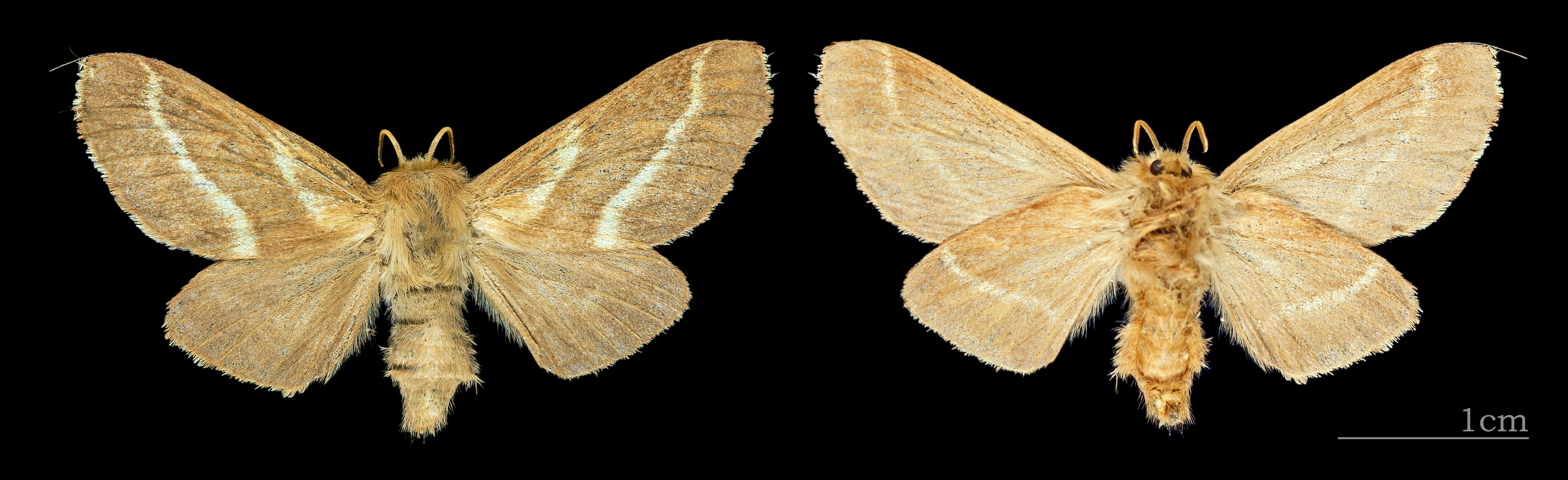
Самка